# 30 июля
30 июля — 211-й день года (212-й в високосные годы) по григорианскому календарю.
До конца года остаётся 154 дня.
До 15 октября 1582 года — 30 июля по юлианскому календарю, с 15 октября 1582 года — 30 июля по григорианскому календарю.
В XX и XXI веках соответствует 17 июля по юлианскому календарю.

## Праздники и памятные дни

### Международные
- ООН — Международный день дружбы[2].
- ООН — Всемирный день борьбы с торговлей людьми[3].

### Национальные
- Вануату — День независимости.
- Куба — День мучеников революции.
- Марокко — День восхождения на трон[4].

### Религиозные
Православие
- Память великомученицы Марины (Маргариты) Антиохийской (IV в.);
- память преподобного Иринарха Соловецкого, игумена (1628);
- память преподобного Леонида Устьнедумского, иеромонаха (1654);
- перенесение мощей преподобного Лазаря Галисийского, иеромонаха;
- празднование в честь Святогорской иконы Божией Матери (1569);

### Именины
- Католические: Людмила, Улита, Пётр.
- Православные[7] (дата по новому стилю):
  - Мужские:
    - Евфрасий— епископ Ионопольский Евфрасий
    - Иринарх — преподобный Иринарх Соловецкий
    - Лазарь — перенесение мощей преподобного Лазаря Галисийского
    - Леонид — преподобный Леонид Устьнедумский
    - Сперат — мученик Сперат

  - Женские:
    - Вероника — мученица Вероника
    - Маргарита — великомученица Маргарита Антиохийская (также известна под именем Марина)
    - Марина — см. выше.

## События
См. также: Категория:События 30 июля

### До XIX века
- 1021 — в Киевской Руси освящён храм в честь благоверных князей Бориса и Глеба, первых святых Киевской Руси.
- 1419 — Пражская дефенестрация, убийство гуситами членов городского совета Праги, повлёкшее Гуситские войны (продолжались до 1436 года).
- 1502 — Христофор Колумб впервые встретил представителей народа майя.
- 1729 — основан Балтимор — крупнейший город американского штата Мэриленд, крупный порт. Назван в честь Чарльза Балтимора, лорда-собственника колонии.
- 1792 — в Париж с песней на устах вошёл Марсельский добровольческий батальон. Сочинённая сапёрным офицером Клодом Жозефом Руже Де Лилем для Рейнской армии боевая песня была поэтому прозвана «Марсельезой» и стала потом национальным гимном Франции.
- 1793 — в Канаде началось строительство Йорка (ныне Торонто).

### XIX век
- 1812 — сражение под Клястицами.
- 1829 — в Москве, за Тверской Заставой, заложены Триумфальные ворота в честь побед российского воинства в 1812, 1813 и 1814 гг.
- 1840 — Николай I запретил использование термина «Белоруссия», заменив его на «губернии Северо-Западного края».
- 1858 — английский исследователь Джон Спик открыл озеро Виктория в Африке.
- 1864 — бой у Воронки во время осады Петерсберга.
- 1887 — в Квебеке построен первый мост через реку Святого Лаврентия.
- 1895 — во Львове основан этнографический музей.
- 1898
  - Американский врач Джон Харви Келлог и его брат Уилл изобрели кукурузные хлопья[8].
  - В Москве торжественно открыта первая городская канализация.
- 1900 — в Британии запрещён детский труд в шахтах.

### XX век
- 1907 — в Москве начал функционировать первый автобус.
- 1912 — на японский престол взошёл император Тайсё.
- 1916 — немецкой разведкой проведена диверсия[англ.] на острове Блэк-Том вблизи Нью-Йорка, в результате чего погибли 7 человек и было уничтожено значительное число боеприпасов для союзников в Европе.
- 1918 — в Киеве левым эсером Борисом Донским убит командующий немецкой оккупационной администрации на Украине фельдмаршал Герман фон Эйхгорн.
- 1921
  - Чарлз Бест и Фредерик Бантинг получили инсулин в виде экстракта поджелудочной железы собаки и ввели его одной из собак[9].
  - основана Южно-Африканская коммунистическая партия.
- 1924 — утверждён Гражданско-процессуальный кодекс УССР.
- 1925 — Албания, Греция и КСХС подписали договор о признании взаимных границ.
- 1930 — финал первого чемпионата мира по футболу: в Монтевидео сборная Уругвая обыграла сборную Аргентины со счётом 4:2.
- 1932 — в Лос-Анджелесе начались десятые Олимпийские игры.
- 1935 — издательство Penguin Books выпустило свою первую книжку. Идея выпуска дешёвых (по цене 10 сигарет) книжек в мягкой обложке и карманного формата, родившаяся у сэра Аллена Лейна (Allen Lane), произвела революцию в издательском деле, обеспечив массовые тиражи как популярных, так и классических произведений.
- 1937 — в СССР чрезвычайные «тройки» НКВД получили право выносить смертные приговоры «врагам народа».
- 1938 — нацистская Германия наградила американского автомобильного магната Генри Форда Железным крестом германского орла.
- 1941 — рейд на Киркенес и Петсамо — операция морской авиации Королевского военно-морского флота Великобритании по оказанию помощи частям Красной Армии в Заполярье.
- 1944
  - Началась операция «Блюкот», наступление Британской армии во время Нормандской операции во время Второй мировой войны.
  - Принято постановление о борьбе с детской беспризорностью на Украине.
- 1948 — закон о британском гражданстве предоставляет статус британского подданного всем гражданам Содружества.
- 1950 — в Ленинграде открыт Приморский парк Победы и стадион им. С. М. Кирова.
- 1954 — в Мемфисе (США, штат Теннесси) прошли первые концерты с участием Элвиса Пресли.
- 1956 — девиз «In God We Trust» появился на американских долларах.
- 1962 — официально открыт Трансканадский хайвей (скоростная трасса) протяжённостью 8 тыс. км.
- 1966 — финал чемпионата мира по футболу 1966: в Лондоне сборная Англии обыграла сборную ФРГ в дополнительное время со счётом 4:2.
- 1970 — компания IBM анонсировала новую серию мейнфреймов System/370.
- 1971
  - Астронавты «Аполлона-15» Д. Скотт и Дж. Ирвин совершили посадку на Луну в районе Хэдли—Апеннины, в Море Дождей.
  - Японский Боинг-727 столкнулся с истребителем F-86. 162 человека погибли.
- 1972 — пущена в строй Красноярская ГЭС.
- 1974 — В Квебеке французский язык объявлен единственным официальным языком.
- 1975
  - в Хельсинки началось Совещание по безопасности и сотрудничеству в Европе.
  - исчезновение Джимми Хоффа.
- 1976 — в Испании объявлено об амнистии политических заключённых.
- 1980
  - Острова Новые Гебриды провозглашены независимым государством — Республикой Вануату.
  - Парламент Израиля объявил объединённый Иерусалим столицей страны.
- 1984 — на телеканале NBC начался показ сериала «Санта-Барбара».
- 1987 — завершён полёт советского пилотируемого космического аппарата Союз ТМ-2.
- 1992
  - Авария L-1011 в Нью-Йорке: при взлёте самолёт компании TWA потерял скорость, все 292 человека выжили.
  - Бывший руководитель ГДР Эрих Хонеккер выдворен из России в Германию.
- 1998 — над бухтой Киберон произошло столкновение самолётов Beechcraft 1900D компании Proteus Airlines и частной Cessna 177RG Cardinal, погибли 15 человек.

### XXI век
- 2006 — трагедия в Кане — разрушение трёхэтажного жилого дома в Ливане в ходе войны между Израилем и террористической организацией «Хизбалла», унёсшее жизни 28 мирных жителей.
- 2016 — катастрофа воздушного шара в Локхарте, 16 погибших.
- 2018 — в Центральноафриканской Республике произошло убийство журналистов (Орхана Джемаля, Александра Расторгуева и Кирилла Радченко), прибывших для съёмки фильма о деятельности компаний, связанных с Евгением Пригожиным.

## Родились
См. также: Категория:Родившиеся 30 июля

### До XIX века
- 1428 — Бернард VII Воинственный (ум. 1511), монарх немецкого княжества Липпе-Детмольд (1429—1511).
- 1511 — Джорджо Вазари (ум. 1574), итальянский архитектор, художник, писатель, один из основоположников современного искусствознания.
- 1641 — Ренье де Грааф (ум. 1673), нидерландский анатом и физиолог.
- 1654 — князь Борис Алексеевич Голицын (ум. 1714), русский государственный деятель, воспитатель и сподвижник Петра I.
- 1676 — князь Борис Иванович Куракин (ум. 1727), русский государственный деятель, дипломат, первый постоянный посол России за рубежом.
- 1751 — Мария Анна Моцарт (ум. 1829), австрийская пианистка, педагог, старшая сестра В. А. Моцарта.
- 1756 — Дмитрий Хвостов (ум. 1835), граф, сенатор, стихотворец, член Российской Академии наук.
- 1759 — Серафим Саровский (ум. 1833), один из наиболее почитаемых святых Русской православной церкви.
- 1796 — Никита Муравьёв (ум. 1843), русский офицер, один из главных идеологов движения декабристов.

### XIX век
- 1818 — Эмили Бронте (ум. 1848), английская писательница.
- 1840 — Александр Жохов (ум. 1872), русский писатель-публицист.
- 1857 — Торстейн Бунде Веблен (ум. 1929), американский экономист, социолог.
- 1862 — Николай Юденич (ум. 1933), российский военный деятель, генерал, герой Первой мировой и Гражданской войн.
- 1863 — Генри Форд (ум. 1947), американский промышленник, основатель корпорации Ford.
- 1886 — Георгий Верейский (ум. 1962), русский советский художник-портретист.
- 1889 — Франс Мазерель (ум. 1972), бельгийский художник.
- 1898 — Генри Мур (ум. 1986), английский художник и скульптор.

### XX век
- 1904 — Сальвадор Ново (ум. 1974), мексиканский писатель, переводчик, телеведущий.
- 1906 — Людовит Райтер (ум. 2000), словацкий дирижёр и композитор.
- 1907 — Роман Руденко (ум. 1981), генеральный прокурор СССР (1953—1981), обвинитель от СССР на Нюрнбергском процессе.
- 1909 — Сирил Норткот Паркинсон (ум. 1993), английский историк, автор знаменитого закона.
- 1915
  - Иван Дмитриев (ум. 2003), советский и российский актёр театра и кино, народный артист СССР.
  - Пётр Монастырский (ум. 2013), режиссёр, театральный деятель, народный артист СССР.
- 1920 — Николай Шундик (ум. 1995), советский писатель, автор романов о жизни Чукотки.
- 1923 — Дипа Нусантара Айдит (ум. 1965), деятель рабочего движения в Индонезии, коммунист.
- 1925 — Антуан Дюамель (ум. 2014), французский композитор.
- 1927 — Геннадий Пищаев, многожанровый певец, заслуженный артист РСФСР.
- 1928 — Валентин Муратов (ум. 2006), советский гимнаст, 4-кратный олимпийский чемпион.
- 1929 — Вернер Тюбке (ум. 2004), немецкий художник, один из крупнейших живописцев ГДР.
- 1936 — Бадди Гай, американский блюзовый гитарист и певец, 5-кратный лауреат премии «Грэмми».
- 1938 — Вячеслав Иванов (ум. 2024), советский гребец (академическая гребля), трёхкратный олимпийский чемпион (1956, 1960, 1964).
- 1939
  - Питер Богданович (ум. 2022), американский кинорежиссёр, сценарист, актёр, продюсер, оператор, киновед.
  - Борис Щедрин, режиссёр театра и кино, заслуженный артист РСФСР.
- 1940 — Клайв Синклер (ум. 2021), британский инженер-электроник, изобретатель первого карманного калькулятора и серии домашних компьютеров.
- 1941 — Пол Анка, канадский композитор и певец, автор популярных песен.
- 1947 — Арнольд Шварценеггер, американский киноактёр и государственный деятель австрийского происхождения.
- 1948
  - Ирина Винер-Усманова, советский и российский тренер по художественной гимнастике, спортивный функционер.
  - Жан Рено (настоящее имя Хуан Морено-и-Хедерик Хименес), французский актёр.
  - Захар Шибеко, белорусский историк, профессор.
- 1950 — Габриэле Сальваторес, итальянский кинорежиссёр, актёр, сценарист.
- 1953 — Александр Баландин, космонавт, Герой Советского Союза.
- 1957 — Андрей Ташков, актёр театра и кино, заслуженный артист России.
- 1958
  - Кейт Буш, английская певица, автор песен.
  - Дейли Томпсон, британский легкоатлет, двукратный олимпийский чемпион в десятиборье (1980, 1984).
- 1961 — Лоренс Фишберн, американский актёр, лауреат премии «Эмми».
- 1963
  - Лиза Кудроу, американская актриса, обладательница премии «Эмми».
  - Лев Шлосберг, российский политический деятель.
- 1964
  - Владимир Довгань, российский предприниматель.
  - Юрген Клинсман, немецкий футболист (нападающий), тренер, чемпион мира (1990) и Европы (1996).
  - Вивика Фокс, американская актриса и кинопродюсер.
- 1968
  - Роберт Корженёвский, польский легкоатлет (спортивная ходьба), 4-кратный олимпийский чемпион
  - Шон Мур, британский музыкант и композитор, участник рок-группы «Manic Street Preachers».
- 1969 — Саймон Бейкер, австралийский и американский теле- и киноактёр.
- 1970 — Кристофер Нолан, американский кинорежиссёр, сценарист и продюсер.
- 1973 — Варвара, российская певица, заслуженная артистка России.
- 1974 — Хилари Суэнк, американская актриса, двукратная обладательница премии «Оскар».
- 1982 — Криста Айн, американская модель и актриса.
- 1991 — Ирина Лещенко (Кривко), белорусская биатлонистка, олимпийская чемпионка (2018).
- 1992
  - Кристофер Гротхер, немецкий скелетонист, олимпийский чемпион, многократный чемпион мира.
  - Фабиано Каруана, американский шахматист.
- 1993 — Алессандро Хеммерле, австрийский сноубордист, олимпийский чемпион.
- 1999 — Джоуи Кинг, американская актриса.

### XXI век
- 2002 — Софья Самодурова, российская фигуристка-одиночница, чемпионка Европы (2019).

## Скончались
См. также: Категория:Умершие 30 июля

### До XX века
- 578 — Иаков Барадей (р. 505), основатель Сиро-яковитской православной церкви.
- 1683 — Мария Терезия Австрийская (р. 1638), супруга короля Франции Людовика XIV.
- 1718 — Уильям Пенн (р. 1644), лидер английских квакеров, основавший колонию в Северной Америке. Его именем назван штат Пенсильвания.
- 1771 — Томас Грей (р. 1716), английский поэт-сентименталист.
- 1811 — Мигель Идальго (р. 1753), мексиканский священник, лидер мексиканской революции.
- 1814 — Аким Нахимов (р. 1782), русский малороссийский поэт, сатирик, драматург.
- 1898 — Отто фон Бисмарк (р. 1815), германский государственный деятель, первый канцлер Германской империи (1871—1890).

### XX век
- 1912 — Муцухито (р. 1852), 122-й император Японии (1867—1912).
- 1929 — Григорий Хлопин (р. 1863), учёный-гигиенист, педагог, заслуженный деятель науки РСФСР.
- 1930 — Жоан Гампер (р. 1877), швейцарский спортсмен, основатель, игрок и президент футбольного клуба «Барселона».
- 1944 — Николай Поликарпов (р. 1892), российский и советский авиаконструктор, глава ОКБ-51 (ОКБ Сухого).
- 1945 — Эль-Регистан (р. 1899), советский журналист и писатель.
- 1964 — Александр Бубнов (р. 1908), русский советский живописец.
- 1965
  - Фёдор Баранов (р. 1886), русский советский учёный, основоположник науки о промышленном рыболовстве.
  - Дзюнъитиро Танидзаки (р. 1886), японский писатель и драматург.
- 1967 — Альфрид Крупп (р. 1907), немецкий промышленник, последний представитель династии «пушечных королей».
- 1974 — Лев Книппер (р. 1898), композитор, народный артист РСФСР.
- 1978 — Умберто Нобиле (р. 1885), итальянский конструктор дирижаблей и полярный исследователь.
- 1980 — Лев Михайлов (р. 1928), оперный режиссёр, театральный педагог, народный артист РСФСР.
- 1986 — Константин Лордкипанидзе (р. 1905), грузинский писатель, Герой Социалистического Труда.
- 1991 — Сергей Шервинский (р. 1892), русский советский поэт, переводчик, искусствовед.
- 1992 — Джо Шустер (р. 1914), канадо-американский создатель комиксов, один из авторов Супермена.
- 1994
  - Дженис Картер (р. 1913), американская актриса, снимавшаяся в 1940—1950-е гг.
  - Евгений Клячкин (р. 1934), советский поэт, автор-исполнитель.
- 1996
  - Клодетт Кольбер (р. 1903), американская актриса, обладательница «Оскара».
  - Магда Шнайдер (р. 1909), немецкая актриса, мать Роми Шнайдер.
- 1997
  - Бао Дай (р. 1913), последний император Вьетнама (1925—1945).
  - Христо Ковачев (р. 1929), болгарский кинорежиссёр-документалист, сценарист и оператор.
- 1998 — Морис Бардеш (р. 1907), французский писатель и биограф.

### XXI век
- 2003
  - Эва Кшижевская (р. 1939), польская актриса театра и кино.
  - Сэм Филлипс (р. 1923), американский продюсер, открывший Элвиса Пресли.
- 2005
  - Джон Гаранг (р. 1945), суданский вице-президент, лидер Народной Армии Освобождения Судана.
  - Лаки Томпсон (р. 1924), американский джазовый саксофонист.
- 2007
  - Микеланджело Антониони (р. 1912), итальянский режиссёр.
  - Ингмар Бергман (р. 1918), шведский режиссёр.
- 2020 — Ли Дэнхуэй (р. 1923), президент Китайской Республики и Председатель партии Гоминьдан (ГМД) с 1988 по 2000 год.
- 2024 — Ханс Ленк (р. 1935), западногерманский гребец-байдарочник; олимпийский чемпион (1960). Крупнейший философ, доктор философии, профессор Университета Карлсруэ.

## Приметы
Марина лазоревая. Марина с Лазарем. Зори с пазорями.
- Зори с пазорями (голубыми вспышками зарниц).
- С грозами уходит июль.
- Время грозовых отблесков и поздних сенокосов[10].